# Скрытые связи: наука для устойчивой жизни
Скрытые связи: наука для устойчивой жизни (англ. The Hidden Connections) — научно-популярная книга американского физика австрийского происхождения Фритьофа Капры. В этой книге автор предлагает целостную альтернативу линейным и редукционистским взглядам на мир. Он стремится распространить системную динамику и теорию сложности на социальную сферу и представляет «концептуальную основу, которая объединяет биологические, психологические и социальные аспекты жизни»
.

## Содержание
Книга разделена на теоретическую часть (главы 1–3) и более практическую часть с примерами применения (главы 4–7).

### Часть первая
Первая часть начинается с введения в теорию эволюции пребиотиков и биотиков и подчеркивает важность мембран в этом контексте. Затем автор подробно рассматривает различные теории познания, сознания, языка и социальной координации. Он утверждает, что все биологические и социальные явления являются результатом сетевой характеристики жизни. Следовательно, системная динамика является подходящим инструментом для анализа таких явлений.
В центральной части своей книги Капра предлагает понять, что жизнь и социальную реальность можно понять, применив структуру из четырех взаимосвязанных точек зрения: формы, материи, процесса и значения. Капра считает, что это системное понимание может значительно продвинуть другие интегративные социальные теории, в частности, теории Юргена Хабермаса и Энтони Гидденса.

### Часть вторая
Вторая часть начинается с главы о сложности и изменениях, в которой Капра представляет концепцию управления, которая признает сетевые характеристики всех человеческих организаций. Он объясняет, как обучение и изменения в организации могут быть облегчены за счет изучения биологических наук. Пятая глава ― это глубокая критика глобального капитализма.
Капра берет на себя исследование теории Мануэля Кастельса, который объясняет, как глобализация формируется современными коммуникационными технологиями и сетевыми явлениями. Затем автор объясняет, что он видит глобальную рыночную экономику как машину с серьезными социальными и экологическими последствиями. Впоследствии Капра дает подробный обзор рисков современной биотехнологии и приводит веские доводы против догмы генетический детерминизм. В конце книги автор оценивает рост всемирного гражданского общества, который, по его мнению, проявился в протестах против саммита Всемирной торговой организации в Сиэтле в 1999 году.

## Отзывы
Книга имела большой успех и переведена на 8 языков . Рецензенты оценили его как «отличное введение в суть проблемы и логику ответа» и «чудесный синтез, настолько опередивший любую работу в аналогичном направлении, что он установит планку для развития устойчивой мысли на ближайшее будущее».

## Издание в России
Книга была переведена на русский язык и вышла в свет в издательстве «София» в 2004 году. ISBN 5-9550-0484-X